# 田邊勝己
田邊 勝己（たなべ かつき、1960年11月25日 - ）は、日本の弁護士、実業家。

## 経歴
中央大学法学部法律学科卒業後、司法試験に合格し、1989年に弁護士登録。修習期は第41期。第一東京弁護士会を経て、2025年現在、大阪弁護士会所属。2016年、警視庁で講演。東日本大震災のボランティア活動により釜石市長から感謝状を拝領する。
主宰事務所である弁護士法人カイロス総合法律事務所には検察出身の弁護士、警察OBの顧問が複数在籍している。
　主な公的経歴として、東京簡易裁判所民事調停委員、東京地方裁判所破産管財人、第一東京弁護士会常議員、法律扶助協会新宿相談センター相談員を歴任、また、東証スタンダード上場企業である株式会社アクロディア （商号変更後ＴＨＥ　ＷＨＹ　ＨＯＷ　ＤＯ　ＣＯＭＰＡＮＹ)の筆頭大株主である。
　取扱分野は、民事法、刑事法、企業再建法、M&A法、資金調達、スタートアップ支援。さらに、実業家として不動産、ゴルフ場、法務省管轄のサービサー会社などの経営に参画している。

## 人物
司法修習生時代に主宰する弁護士法人カイロス総合法律事務所の現相談役である元大阪高検検事長逢坂貞夫弁護士と出会う。
東証スタンダード上場企業である株式会社アクロディアの顧問弁護士として、「反社会的勢力チェックは、信頼できる調査機関に全取引先の調査をしている他に、株式会社アクロディア顧問の警察ＯＢの方の有している情報も総合して判断しています。しかし、ネット情報にはいわゆるブラックジャーナリストと言われる、全く出鱈目な情報を垂れ流しているサイトが多数ありますが、株式会社アクロディアでは、調査会社の調査だけに頼るのではなく、顧問弁護士や顧問の警察ＯＢ、元検察官の情報などを総合して正確な反社会的勢力の判断を行っています。」と述べている。
先祖は仙台藩の藩校の校長の儒学者田邊希文。

## 著書
- 『親子関連会社の実務』 共著、新日本法規出版株式会社
- 『債権確保・回収の法律相談』 共著、株式会社青林書院

## 出演
- 生田衣梨奈のVSゴルフ（2018年9月 - 2019年11月、TOKYO MX）番組イベント「第1回えりぽんカップ」(2019年9月27日)が開催
- 生田衣梨奈のVSゴルフ2 (2019年12月〜 月1回放送、TOKYO MX)